# Юрмет
Юрмет (в низовье — Анга) — река в Томской области России, правый приток Чулыма. Устье реки находится в 108 км от устья Чулыма по правому берегу. Протяжённость реки 35 км, однако измерения по картам показывают около 43 км. Высота истока — 81 м, высота устья — 71 м. Течёт в направлении на запад.

## Притоки
- 6 км: Лайга (пр)
- 16 км: Круторечка (пр)
- 28 км: Пайга (пр)

## Данные водного реестра
По данным государственного водного реестра России относится к Верхнеобскому бассейновому округу, водохозяйственный участок реки — Чулым от водомерного поста села Зырянское до устья, речной подбассейн реки — Чулым. Речной бассейн реки — (Верхняя) Обь до впадения Иртыша.
Код водного объекта — 13010400312115200022381.